# Vodárna v Hlučíně
Věžový vodojem stojí u železničního nádraží v Hlučíně v okrese Opava. V roce 2005 byl věžový vodojem Ministerstvem kultury České republiky prohlášen kulturní památkou České republiky.

## Historie
Věžový vodojem byl postaven v letech 1912–1913 podle projektové dokumentace z roku 1912. Byl uveden současně se železničním nádražím v Hlučíně na železniční trati z Kravař do Hlučína, kterou vybudovala Královská pruská železniční správa (Königliche Eisenbahndirektion) v Katovicích jako odbočku trati z Opavy do Ratiboře. V té době Hlučín ležel na území Pruska. 
V roce 2018 město Hlučín odkoupilo věž s pozemky od Českých drah a v roce 2019 byla rekonstruována střecha vodárenské věže.

## Popis
Věžový vodojem je samostatně stojící zděná železobetonová stavba postavena na půdorysu osmiúhelníku. Nosnou konstrukci tvoří středový válec, ve kterém byly umístěny žebříky a potrubí, a osm nosných čtyřbokých pilířů vyzděných po obvodu vnější stavby. Na nosnou konstrukci ve výšce devíti metrů byla položena osmiboká železobetonová konstrukce, ve které byla uložena kovová nádrž typu Intze I o objemu 50 m³. Celková výška věžového vodojemu je 16,20 m. Obvodová konstrukce byla ve stěnách prolomena dvěma obdélnými okenními otvory nad sebou. Vodojem je ukončen osmibokou jehlancovou mansardovou střechou s segmentově ukončenými vikýři v každém druhém poli segmentu střechy. Střecha byla kryta pálenými střešními taškami. Obdélné dveře se zděným závětřím v přízemí zabezpečovaly vstup k žebříkům. Voda byla čerpána a tlačena do akumulační nádrže z blízké studny větrným čerpadlem, které stálo v blízkosti nádraží. Větrné čerpadlo dodala firma Vereinigte Windturbinen-Werke G. m. b. H. Dresden-Niedersedlitz.